# Delias pheres
Delias pheres is een vlindersoort uit de familie van de Pieridae (witjes), onderfamilie Pierinae.
Delias pheres werd in 1912 beschreven door Jordan.